# دینا گالی
دینا گالی (ایتالیایی: Dina Galli؛ ۱۶ دسامبر ۱۸۷۷ – ۴ مارس ۱۹۵۱) بازیگر اهل ایتالیا بود.
از فیلم‌ها یا برنامه‌های تلویزیونی که وی در آن نقش داشته‌است، می‌توان به دانشجویان گاسکونیا اشاره کرد.